# Clover Township (Pennsylvanie)
Pour les articles homonymes, voir Clover Township.
Clover Township est un township situé à l'ouest du comté de Jefferson, en Pennsylvanie, aux États-Unis,. En 2010, il comptait une population de 448 habitants.

## Démographie
Lors du recensement de 2010, le township comptait une population de 448 habitants. Elle est estimée, en 2018, à 398 habitants.

### Source de la traduction
- (en) Cet article est partiellement ou en totalité issu de l’article de Wikipédia en anglais intitulé « Clover Township, Jefferson County, Pennsylvania » (voir la liste des auteurs).